# 宝斗山小鳖甲蜗牛
宝斗山小鳖甲蜗牛（学名：Discoconulus lissobasis）是柄眼目小鳖甲蜗牛属的一种。小鳖甲蜗牛属原為鳖甲蜗牛科的成員，今屬真蛞蝓科真蛞蝓亞科。

## 分佈
主要分布于台湾，常栖息在高海拔山区落叶堆下。

## 外部連結
- 維基物種上的相關：宝斗山小鳖甲蜗牛